# Lilian Drescher
Lilian Drescher (Caracas, 23 mei 1965) is een in Venezuela geboren tennisspeelster uit Zwitserland.
In 1984 kwam Drescher voor Zwitserland uit op de Olympische Zomerspelen van Los Angeles, waarbij ze de kwartfinale haalde. In datzelfde jaar won zij het WTA-toernooi van Japan.
In 1984 en 1985 speelde Drescher acht partijen voor Zwitserland op de Fed Cup.
Na haar actieve tennisloopbaan trad zij in het huwelijk met de Griekse tennistrainer Nikos Kelaidis.